# L'Hort d'en Pere Blanch
L'Hort d'en Pere Blanch és un jaciment arqueològic situat en un hort domèstic a la plana de Llagostera (Gironès), inclòs a l'Inventari del Patrimoni Arqueològic i Paleontològic de Catalunya.
Està darrere el Pla de Maiena, en zona de sediments quaternaris i a prop de diverses rieres i recs, on hi ha horts de producció domèstica en zona semi-urbana.
Fou descobert l'any 1981 per Esteve Fa (membre del Museu Arqueològic de Llagostera).
El registre material compta amb un total de sis peces:
- una rascadora bifaç de sílex, denticulada i patinada;
- una ascla de sílex, patinada;
- un esquerdís de sílex, patinat;
- un esquerdís de quars, patinat;
- un còdol;
- i una pedra de fusell sense patinar.

Segons els membres de l'equip realitzador de la Carta Arqueològica, Sembla que manquen criteris per establir un judici cronològic definitiu del jaciment (segons els membres de l'equip realitzador de la Carta Arqueològica). Podria estar relacionat amb el jaciment de Gaià, situat a poca distància, tractant-se així d'un conjunt del Paleolític Superior.